# Folker Reichert

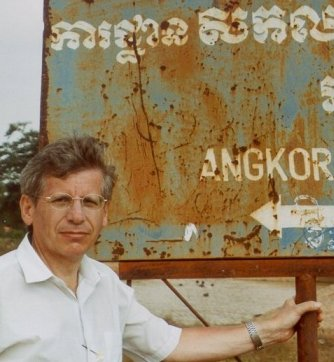
Folker Reichert im August 2003 in Angkor

Folker Reichert (* 4. Juni 1949 in Fürth) ist ein deutscher Historiker. Er war von 1994 bis 2012 Inhaber des Lehrstuhls für Mittlere Geschichte an der Universität Stuttgart.

## Leben und Wirken
Folker Reichert studierte an den Universitäten Würzburg und Heidelberg die Fächer Geschichte, Germanistik und Latein und schloss 1975 mit dem Staatsexamen ab. Er wurde 1982 in Heidelberg mit einer von Hermann Jakobs betreuten Arbeit über die Vorgeschichte des spätmittelalterlichen Ständestaates im Herzogtum Österreich promoviert. Anschließend war er von 1982 bis 1983 Lektor des Deutschen Akademischen Austauschdienstes am Fremdspracheninstitut Shanghai (heute Fremdsprachenuniversität Shanghai), wo er 1997 eine Gastprofessur wahrnahm. Er habilitierte sich 1990 in Heidelberg mit einer von Jakobs betreuten Arbeit über die Entdeckung Ostasiens im Mittelalter. Der Historikerverband zeichnete ihn 1992 mit einem Preis für herausragende Arbeiten des wissenschaftlichen Nachwuchses aus. Nach Lehrstuhlvertretungen an den Universitäten Dresden, Köln und Bonn wurde Reichert 1994 Lehrstuhlinhaber für mittlere Geschichte an der Universität Stuttgart. Seit Oktober 2012 ist Reichert im Ruhestand. 2006 war er Gastprofessor an der Tongji-Universität (chin. 同济大学, Tóngjì Dàxué) in Shanghai (VR China), 2008/9 Visiting Professor an der Staatlichen Universität Yokohama (jap. 横浜国立大学, Yokohama kokuritsu daigaku, kurz: Yokokoku) in Yokohama (Japan), 2009 Gastprofessor an der Chulalongkorn-Universität (Thai: จุฬาลงกรณ์มหาวิทยาลัย) in Bangkok (Thailand). Er ist ordentliches Mitglied der Kommission für geschichtliche Landeskunde in Baden-Württemberg.
Die Hauptforschungsgebiete von Folker Reichert sind die spätmittelalterliche Verfassungsgeschichte, Asien und Europa im Mittelalter, Entdeckungsgeschichte, Geschichte des Reisens und der Entdeckungen, Fremdwahrnehmung, Jerusalemwallfahrten und Geschichte der Mediävistik im 20. Jahrhundert. Aus seiner Lehrtätigkeit in Shanghai ergeben sich seine Interessen für den asiatischen Raum. Zusammen mit Eike Wolgast veröffentlichte Reichert 2004 das Kriegstagebuch von Karl Hampe aus dem Ersten Weltkrieg. 2009 legte er eine Biografie über Hampe vor. 2010 wurde er von der Akademie der Wissenschaften zu Göttingen dafür mit dem Wedekind-Preis für Deutsche Geschichte ausgezeichnet. Nach über zehnjähriger Forschungsarbeit veröffentlichte Reichert 2022 eine zweibändige Biographie über den Historiker Carl Erdmann. Er konnte 550 Briefe Erdmanns in über vierzig Nachlässen ermitteln.

## Schriften (Auswahl)
(in chronologischer Reihenfolge)
Monographien
- Diesseits der Mauer. Bilder aus China (= Die bibliophilen Taschenbücher. Bd. 490). Harenberg, Dortmund 1986, ISBN 3-88379-490-2 (3. Auflage. ebenda 1990).
- Die Reise des seligen Odorich von Pordenone nach Indien und China. (1314/18–1330). Manutius-Verlag, Heidelberg 1987, ISBN 3-925678-04-2.
- Thailand. Land der Freien (= Die bibliophilen Taschenbücher. Bd. 554). Harenberg, Dortmund 1988, ISBN 3-88379-554-2.
- Begegnungen mit China. Die Entdeckung Ostasiens im Mittelalter (= Beiträge zur Geschichte und Quellenkunde des Mittelalters. Bd. 15). Thorbecke, Stuttgart 1992, ISBN 3-7995-5715-6 (Zugleich: Heidelberg, Universität, Habilitations-Schrift, 1989/1990).
- mit Gerrit Jasper Schenk: Athos. Reisen zum Heiligen Berg 1347–1841 (= Fremde Kulturen in alten Berichten. Bd. 12). Thorbecke, Stuttgart 2001, ISBN 3-7995-0611-X.
- Erfahrung der Welt. Reisen und Kulturbegegnung im späten Mittelalter. Kohlhammer, Stuttgart u. a. 2001, ISBN 3-17-014997-0 (Rezension).
- Die Reise des Pfalzgrafen Ottheinrich zum Heiligen Land 1521. Pustet, Regensburg 2005, ISBN 3-7917-1964-5.
- mit Helmut Brall-Tuchel: Rom – Jerusalem – Santiago. Das Pilgertagebuch des Ritters Arnold von Harff (1496–1498). Nach dem Text der Ausgabe von Eberhard von Groote übersetzt, kommentiert und eingeleitet. Böhlau, Köln u. a. 2007, ISBN 978-3-412-20026-8 (3., durchgesehene Auflage. ebenda 2009).
- mit Robert Bohn u. a.: Fernhandel in Antike und Mittelalter (= Damals 2008, Sonderbd.). Theiss, Stuttgart 2008, ISBN 978-3-8062-2148-0.
- Gelehrtes Leben. Karl Hampe, das Mittelalter und die Geschichte der Deutschen (= Schriftenreihe der Historischen Kommission bei der Bayerischen Akademie der Wissenschaften. Bd. 79). Vandenhoeck & Ruprecht, Göttingen 2009. ISBN 978-3-525-36072-9.
- Das Bild der Welt im Mittelalter. Primus, Darmstadt 2013, ISBN 978-3-86312-370-3.
- Asien und Europa im Mittelalter. Studien zur Geschichte des Reisens. Vandenhoeck & Ruprecht, Göttingen 2014, ISBN 978-3-525-30072-5.
- Fackel in der Finsternis. Der Historiker Carl Erdmann und das „Dritte Reich“. Band 1: Die Biographie. Band 2: Briefe 1933–1945. Wissenschaftliche Buchgesellschaft, Darmstadt 2022, ISBN 978-3-534-27403-1.

Herausgeberschaften
- mit Siegfried Englert: Shanghai. Stadt über dem Meer (= Heidelberger Bibliotheksschriften. Bd. 17). Heidelberger Verlags-Anstalt und Druck, Heidelberg 1985, ISBN 3-920431-35-9 (2., erweiterte und überarbeitete Auflage. Winter, Programm Heidelberger Verlags-Anstalt, Heidelberg 1996, ISBN 3-8253-7023-2).
- mit Gerhard Faix: Eberhard im Bart und die Wallfahrt nach Jerusalem im späten Mittelalter (= Lebendige Vergangenheit. Bd. 20). Kohlhammer. Stuttgart 1998, ISBN 3-17-015380-3.
- Felix Fabri: Tractatus de civitate Ulmensi. Traktat über die Stadt Ulm. Hrsg., übersetzt und kommentiert (= Bibliotheca Suevica, Bd. 35). Isele, Eggingen 2012, ISBN 978-3-86142-561-8.
- Felix Fabri: Traktat über die Stadt Ulm (= Bibliiotheca alemannica, Bd. 1). Books on demand, Norderstedt 2012, ISBN 3-7347-3832-6.
- mit Alexander Rosenstock: Die Welt des Felix Fabri (= Veröffentlichungen der Stadtbibliothek Ulm, Bd. 25). Konrad, Weißenhorn 2018, ISBN 978-3-87437-583-2.

Quellenedition
- mit Eike Wolgast: Karl Hampe: Kriegstagebuch 1914–1919 (= Deutsche Geschichtsquellen des 19. und 20. Jahrhunderts. Bd. 63). Oldenbourg, München 2004, ISBN 3-486-56756-X.

Aufsatzsammlung
- Asien und Europa im Mittelalter. Studien zur Geschichte des Reisens. Vandenhoeck & Ruprecht, Göttingen 2014, ISBN 978-3-525-30072-5.